# Giovanni Battista Lercari (1507-1592)
Giovanni Battista Lercari (Génova, 1507 – Génova, 1592) foi o 64.º Doge da República de Génova.

## Biografia
Giovanni Battista Lercari foi eleito a 7 de outubro de 1563 como o novo doge da República de Génova, o décimo nono desde a reforma bienal e o sexagésimo quarto da história republicana. O seu mandato foi dominado por um novo contraste interno entre a "velha" e a "nova" nobreza que se fragmentou após os confrontos ocorridos na Córsega, após a morte do almirante Andrea Doria e, sobretudo, dos novos cenários internacionais. Giovanni Battista Lercari faleceu em 1592 na capital genovesa deixando como sua única herdeira a sua filha Pellina.